# Joe, un cadàver molt atrafegat
Joe, un cadàver molt atrafegat (títol original: Jo) és una pel·lícula francesa dirigida per Jean Girault, estrenada el 1971. Ha estat doblada al català.

## Argument
Antoine Brisebard, autor còmic d' èxit, és víctima de Jo, un cantant que amenaça de descobrir els orígens familiars dubtosos de la seva dona. Resolut a desfer-se d'ell, Brisebard pretexta l'escriptura d'una peça policíaca per tal de recollir els ingredients del crim perfecte.
Desgraciadament, quan Jo va a buscar la suma de diners exigida, el pla de Brisebard no es desenvolupa com estava previst. Un cop Jo eliminat, els visitants més estrafolaris se succeeixen a la seva casa: un agent immobiliari tenaç i una parella excèntrica, una majordoma emotiva, el paleta que ha instal·lat un quiosc, regal de la Sra. Brisebard i fins i tot l'inspector Ducros ben decidit a descobrir per què Jo ha estat trobat assassinat.
Comprenent ràpidament que no ha matat la persona adequada, Antoine Brisebard haurà de redoblar enginy per amagar el seu crim a la policia tot allunyant de casa seva aquesta multitud que sembla ben decidida a fer-li la vida impossible.

## Repartiment
- Louis de Funès: Antoine Brisebard
- Claude Gensac: Sylvie Brisebard, actriu i esposa d'Antoine
- Bernard Blier: L'inspector Ducros
- Michel Galabru: Tonelotti, el paleta
- Christiane Muller: Mathilde, la minyona des Brisebard
- Florence Blot: Sra. Cramusel,
- Guy Tréjan: Mè Adrien Colas, advocat i amic dels Brisebard
- Ferdy Mayne: M. Grunder
- Yvonne Clech: Sra. Grunder
- Micheline Luccioni: Françoise
- Jacques Marin: Andrieux
- Dominique Zardi: el Duc
- Henri Attal: Grand Louis
- Paul Préboist: el brigadier
- Jean Valmence: el representant de comerç
- Carlo Nell: Plumerel
- Jacques Préboist: el gendarme (no surt als crèdits)
- Jean Droze: Riri (no surt als crèdits)

## Al voltant de la pel·lícula
- És la segona adaptació cinematogràfica de l'obra teatral The Gazebo  (1958), després de  The Gazebo  de George Marshall el 1959.
- És una de les rares pel·lícules on un personatge interpretat per Louis de Funès mata algú (accidentalment, en aquest cas particular), les altres són Des pissenlits per la racine i Fantômas se déchaîne.
- El tema musical de la pel·lícula és reprès en l'últim episodi de la temporada 6 de Kaamelott de la sèrie de televisió Kaamelott. En els crèdits finals Alexandre Astier (autor, realitzador, actor i compositor de la sèrie) dedica  Kaamelott  a Louis de Funès.
- Mentre el seu marit acaba d'instal·lar al saló una escultura de la seva collita, Sylvie Brisebard (interpretada per Claude Gensac) s'apodera del telèfon per trucar el doctor Poussin. A la pel·lícula Oscar, en el moment de la famosa crisi d'apoplexia de Bertrand Barnier (interpretat per Louis de Funès), després de la desaparició de la seva maleta plena de diners, Germaine Barnier (interpretada per Claude Gensac) telefona igualment a un doctor Poussin.